# Lindås (gemeente)
Lindås is een voormalige gemeente van de Noorse provincie Hordaland. De gemeente telde 15.731 inwoners in januari 2017. Op 1 januari 2020 fuseerde Lindås met Meland en Radøy tot de gemeente Alver die deel ging uitmaken van de op dezelfde dag gevormde provincie Vestland.

## Plaatsen in de gemeente
- Lindås
- Hestholmen
- Knarvik

Askøy · Austevoll · Austrheim · Bergen · Bømlo · Eidfjord · Etne · Fedje · Fitjar · Fjell · Fusa · Granvin · Jondal · Kvam · Kvinnherad · Lindås · Masfjorden · Meland · Modalen · Odda · Os · Osterøy · Øygarden · Radøy · Samnanger · Stord · Sund · Sveio · Tysnes · Ullensvang · Ulvik · Vaksdal · Voss

Gemeenten in de provincie bij de opheffing op 1 januari 2020